# Ctenusa
Ctenusa é um gênero de traça pertencente à família Arctiidae.